# Other Women's Clothes
Other Women's Clothes è un film muto del 1922 sceneggiato, diretto e prodotto da Hugo Ballin. L'interprete principale era l'attrice Mabel Ballin, moglie del regista.
Negli Stati Uniti, il film uscì in sala il 19 febbraio 1922.

## Trama
Barker Garrison, ricco scapolo, diventa l'amante di Jacqueline Lee, una bella modella alla quale lui offre una vita lussuosa, inventandosi un'immaginaria vecchia signora che ha lasciato erede Jacqueline di tutta la sua fortuna. Rupert Lewis, compagno di bevute di Garrison, conosce la verità e, dopo aver fatto delle avances a Jacqueline che lei respinge, a una festa propone un brindisi alla "vecchia signora" di Rio de Janeiro. Barker Garrison. Smascherata davanti a tutti gli invitati, Jacqueline scompare.
Garrison si mette a cercarla e, dopo essere stato in Europa, un giorno in auto a New York, vede che una ragazza investita da una macchina non è altri che Jacqueline. Scopre che lei, nel frattempo, è diventata una famosa attrice sotto un altro nome. Rendendosi conto che lui l'ama, Jacqueline promette di non abbandonarlo più.

## Produzione
Il film fu prodotto dalla Hugo Ballin Productions.

## Distribuzione
Distribuito dalla W. W. Hodkinson Corp., il film uscì nelle sale cinematografiche USA il 19 febbraio 1922.